# Mariam Ali Moussa

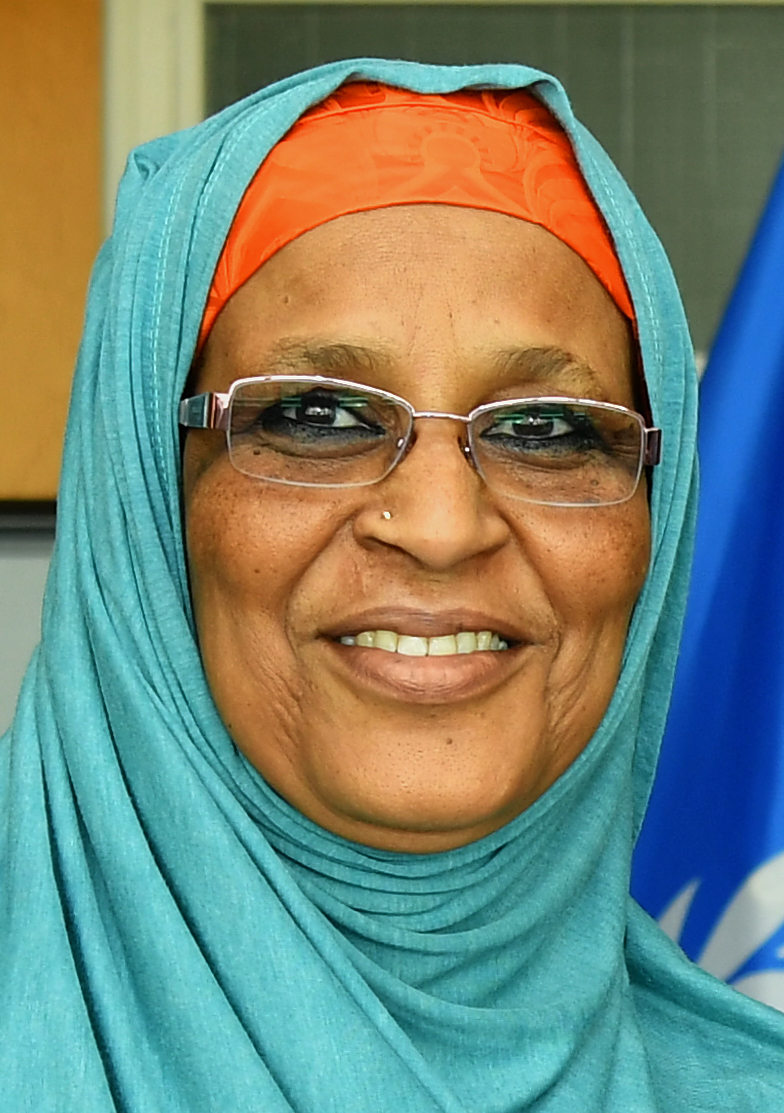
Mariam Ali Moussa (2019)

Mariam Ali Moussa ist eine tschadische Diplomatin. Sie war von Dezember 2018 bis April 2023 Botschafterin ihres Landes in Deutschland mit Amtssitz in Berlin.

## Werdegang
Mariam Ali Moussa erhielt 1988 das Diplom einer Finanzinspektorin in Algerien. Sie arbeitete von 1988 bis 1989 als Inspektorin beim Zoll des Flughafens N’Djamena. Nach dem Erlernen der englischen Sprache in Kanada absolvierte sie 1991 das Bachelorstudium in Management. Von 1991 bis 1992 war Ali Moussa Lehrassistentin in Organisationstheorie sowie bis 1993 wissenschaftliche Mitarbeiterin an der Université de Moncton, Kanada. Nach dem Abschluss des Master of Business Administration arbeitete sie seit 1993 bei Projekten der United States Agency for International Development (USAID) in den Bereichen Agrarmarketing und Technologietransfer.
Im Jahr 1997 wurde Ali Moussa Verwaltungs- und Finanzdirektorin der Agence Tchadienne d’execution des Travaux d’Intérêt Public (ATETIP, Agentur für Ausführung öffentlicher Arbeiten). Von 1998 bis 2002 beriet sie den Premierminister in Wirtschafts- und Finanzfragen, in den folgenden zwei Jahren den Präsidenten der Republik in Haushaltsangelegenheiten. Danach übernahm Ali Moussa Aufgaben im Präsidialamt und in der Regierung. Zuletzt war sie von 2006 bis 2007 Ministerin für Nationale Solidarität und Mikrokredite. Von 2008 bis 2010 wirkte Ali Moussa als stellvertretende Direktorin der tschadischen Wasser- und Elektrizitätsgesellschaft und anschließend bis 2011 als Direktorin der Wassergesellschaft. Von 2013 bis 2014 lag der Schwerpunkt ihrer Tätigkeit beim afrikanischen Peer-Review. Lehrend und forschend war sie von 2017 bis 2018 an der Universität N’Djamena tätig.
Mariam Ali Moussa wurde am 19. Dezember 2018 zur außerordentlichen und bevollmächtigten Botschafterin der Republik Tschad in Deutschland akkreditiert. Am 26. Juni 2019 und am 25. Februar 2020 erhielt sie Nebenakkreditierungen für Liechtenstein und Österreich. Zudem ist sie seit 25. März 2019 Ständige Vertreterin bei der Internationalen Atomenergie-Organisation (IAEA) in Wien. Ihre Beglaubigung als Vertreterin bei der CTBTO übergab sie im Januar 2021 virtuell an Lassina Zerbo. Nach der Ausweisung des deutschen Botschafters Gordon Kricke aus dem Tschad wurde Mariam Ali Moussa am 11. April 2023 aufgefordert, Deutschland innerhalb von 48 Stunden zu verlassen.
Ali Moussa spricht Französisch, Englisch, Arabisch, Gorane, Kanembu und Ngambay. Sie ist verheiratet.